# ペドロ・ムニョス
ペドロ・ムニョス（Pedro Munhoz、1986年9月7日 - ）は、ブラジルの男性総合格闘家。サンパウロ州サンパウロ出身。アメリカ合衆国カリフォルニア州トーランス在住。アメリカン・トップ・チーム所属。元RFAバンタム級王者。

## 来歴
4歳から空手を始め、小学生になると柔道も始めた。13歳からマルコ・バルボーザの下でブラジリアン柔術を学び、2009年に総合格闘技デビュー。

### RFA
2013年8月16日、RFAバンタム級王座決定戦でジェフ・カランと対戦し、2-1の5R判定勝ち。王座獲得に成功した。
2014年1月24日、RFAバンタム級タイトルマッチでキャリア7戦全勝のビリー・ダニエルズと対戦し、開始41秒にギロチンチョークで一本勝ち。王座の初防衛に成功した。

### UFC
2014年2月22日、UFC初参戦となったUFC 170でバンタム級ランキング3位のハファエル・アスンソンと対戦し、0-3の判定負け。キャリア初黒星を喫した。
2016年7月7日、 UFC Fight Night: dos Anjos vs. Alvarezでラッセル・ドーンと対戦し、ギロチンチョークで1R一本勝ち。パフォーマンス・オブ・ザ・ナイトを受賞した。
2016年11月19日、UFC Fight Night: Mousasi vs. Hall 2でジャスティン・スコギンズと対戦し、ギロチンチョークで2R一本勝ち。パフォーマンス・オブ・ザ・ナイトを受賞した。
2017年10月28日、UFC Fight Night: Brunson vs. Machidaでバンタム級ランキング13位のロブ・フォントと対戦し、ギロチンチョークで1R一本勝ち。パフォーマンス・オブ・ザ・ナイトを受賞した。
2018年3月3日、UFC 222でバンタム級ランキング8位のジョン・ドッドソンと対戦し、1-2の判定負け。
2018年8月4日、UFC 227でバンタム級ランキング14位のブレット・ジョーンズと対戦し、3-0の判定勝ち。
2018年11月30日、The Ultimate Fighter 28 Finaleでバンタム級ランキング14位のブライアン・キャラウェイと対戦し、ボディへの前蹴りでダウンを奪いパウンドで1RTKO勝ち。
2019年3月2日、UFC 235でバンタム級ランキング2位の元UFC世界バンタム級王者コーディ・ガーブラントと対戦。激しい打撃戦を繰り広げ、足が止まったガーブラントに右フックをヒットさせダウンを奪い、パウンドで1RKO勝ち。ファイト・オブ・ザ・ナイトを受賞した。
2019年6月8日、UFC 238: Cejudo vs. Moraesでバンタム級ランキング3位のアルジャメイン・スターリングと対戦し、0-3の判定負け。
2020年8月22日、UFC on ESPN: Munhoz vs. Edgarで元UFC世界ライト級王者のフランク・エドガーと対戦し、1-2の5R判定負け。2連敗となったものの、ファイト・オブ・ザ・ナイトを受賞した。なお、海外のMMAメディアサイトの採点では23人中19人の記者がムニョスの勝利を支持した。
2021年2月27日、UFC Fight Night: Rozenstruik vs. Ganeでバンタム級ランキング9位のジミー・リベラと再戦し、3-0の判定勝ち。リベンジに成功し、ファイト・オブ・ザ・ナイトを受賞した。
2021年8月7日、UFC 265でバンタム級ランキング5位の元UFC世界フェザー級王者ジョゼ・アルドと対戦し、0-3の判定負け。
2021年12月11日、UFC 269でバンタム級ランキング9位の元UFC世界バンタム級王座ドミニク・クルーズと対戦。1Rに左ジャブと左フックでダウンを奪うも、2Rと3Rに手数と有効打で上回られて0-3の判定負け。敗れはしたものの、ファイト・オブ・ザ・ナイトを受賞した。
2022年7月2日、UFC 276でバンタム級ランキング13位のショーン・オマリーと対戦。2Rにオマリーの偶発的なサミングにより、ムニョスは試合を続行することができずノーコンテストとなった。
2023年4月15日、UFC on ESPN: Holloway vs. Allenでバンタム級ランキング13位のクリス・グティエレスと対戦し、3-0の判定勝ち。
2023年8月19日、UFC 292のバンタム級ランキング6位のマルロン・ヴェラと対戦し、0-3の判定負け。海外MMAメディアサイトの採点では17人中14人の記者がムニョスの勝利を支持した。
2024年3月9日、UFC 299でカイラー・フィリップスと対戦し、0-3の判定負け。

## 戦績

### 総合格闘技
| 総合格闘技 戦績 | 総合格闘技 戦績 | 総合格闘技 戦績 | 総合格闘技 戦績 | 総合格闘技 戦績 | 総合格闘技 戦績 | 総合格闘技 戦績 |
| --------------- | --------------- | --------------- | --------------- | --------------- | --------------- | --------------- |
| 32 試合         | (T)KO           | 一本            | 判定            | その他          | 引き分け        | 無効試合        |
| 20 勝           | 5               | 8               | 7               | 0               | 0               | 2               |
| 10 敗           | 0               | 0               | 10              | 0               | 0               | 2               |

| 勝敗 | 対戦相手                     | 試合結果                                   | 大会名                                                  | 開催年月日     |
| ×    | アイマン・ザハビ             | 5分3R終了 判定0-3                          | UFC Fight Night: Moreno vs. Albazi                      | 2024年11月2日  |
| ×    | カイラー・フィリップス       | 5分3R終了 判定0-3                          | UFC 299: O'Malley vs. Vera 2                            | 2024年3月9日   |
| ×    | マルロン・ヴェラ             | 5分3R終了 判定0-3                          | UFC 292: Sterling vs. O'Malley                          | 2023年8月19日  |
| ○    | クリス・グティエレス         | 5分3R終了 判定3-0                          | UFC on ESPN 44: Holloway vs. Allen                      | 2023年4月15日  |
| －   | ショーン・オマリー           | 2R 3:09 ノーコンテスト（偶発的なサミング） | UFC 276: Adesanya vs. Cannonier                         | 2022年7月2日   |
| ×    | ドミニク・クルーズ           | 5分3R終了 判定0-3                          | UFC 269: Oliveira vs. Poirier                           | 2021年12月11日 |
| ×    | ジョゼ・アルド               | 5分3R終了 判定0-3                          | UFC 265: Lewis vs. Gane                                 | 2021年8月7日   |
| ○    | ジミー・リベラ               | 5分3R終了 判定3-0                          | UFC Fight Night: Rozenstruik vs. Gane                   | 2021年2月27日  |
| ×    | フランク・エドガー           | 5分5R終了 判定1-2                          | UFC on ESPN 15: Munhoz vs. Edgar                        | 2020年8月22日  |
| ×    | アルジャメイン・スターリング | 5分3R終了 判定0-3                          | UFC 238: Cejudo vs. Moraes                              | 2019年6月8日   |
| ○    | コーディ・ガーブラント       | 1R 4:52 KO（右フック→パウンド）            | UFC 235: Jones vs. Smith                                | 2019年3月2日   |
| ○    | ブライアン・キャラウェイ     | 1R 2:39 TKO（ボディへの前蹴り→パウンド）   | The Ultimate Fighter 28 Finale                          | 2018年11月30日 |
| ○    | ブレット・ジョーンズ         | 5分3R終了 判定3-0                          | UFC 227: Dillashaw vs. Garbrandt 2                      | 2018年8月4日   |
| ×    | ジョン・ドッドソン           | 5分3R終了 判定1-2                          | UFC 222: Cyborg vs. Kunitskaya                          | 2018年3月3日   |
| ○    | ロブ・フォント               | 1R 4:03 ギロチンチョーク                   | UFC Fight Night: Brunson vs. Machida                    | 2017年10月28日 |
| ○    | ダミアン・スタシアク         | 5分3R終了 判定3-0                          | UFC Fight Night: Gustafsson vs. Teixeira                | 2017年5月28日  |
| ○    | ジャスティン・スコギンズ     | 2R 1:55 ギロチンチョーク                   | UFC Fight Night: Bader vs. Nogueira 2                   | 2016年11月19日 |
| ○    | ラッセル・ドーン             | 1R 2:08 ギロチンチョーク                   | UFC Fight Night: dos Anjos vs. Alvarez                  | 2016年7月7日   |
| ×    | ジミー・リベラ               | 5分3R終了 判定1-2                          | UFC Fight Night: Belfort vs. Henderson 3                | 2015年11月7日  |
| －   | ジェロッド・サンダース       | ノーコンテスト（薬物検査失格）             | UFC Fight Night: MacDonald vs. Saffiedine               | 2014年10月4日  |
| ○    | マット・ホーバー             | 1R 2:47 TKO（パウンド）                    | UFC Fight Night: Miocic vs. Maldonado                   | 2014年5月31日  |
| ×    | ハファエル・アスンソン       | 5分3R終了 判定0-3                          | UFC 170: Rousey vs. McMann                              | 2014年2月22日  |
| ○    | ビリー・ダニエルズ           | 1R 0:41 ギロチンチョーク                   | RFA 12: Oretga vs. Koch 【RFAバンタム級タイトルマッチ】 | 2014年1月24日  |
| ○    | ジェフ・カラン               | 5分5R終了 判定2-1                          | RFA 9: Munhoz vs. Curran 【RFAバンタム級王座決定戦】    | 2013年8月16日  |
| ○    | ミッチ・ジャクソン           | 1R 4:49 ギロチンチョーク                   | RFA 8: Pettis vs. Pegg                                  | 2013年6月21日  |
| ○    | ビル・カマリー               | 1R 2:27 ヒールフック                       | RFA 5: Downing vs. Rinaldi                              | 2012年11月30日 |
| ○    | カミロ・ゴンザレス           | 2R 1:21 ギロチンチョーク                   | Respect in the Cage                                     | 2011年7月30日  |
| ○    | リチャード・モンタルボ       | 2R 2:31 リアネイキッドチョーク             | MMA Xplosion: International Team Challenge              | 2011年1月29日  |
| ○    | マウロ・ブレンズ             | 3分3R終了 判定3-0                          | Respect in the Cage                                     | 2010年10月9日  |
| ○    | パブロ・アルフォンソ         | 5分3R終了 判定3-0                          | Jungle Fight 18: Sao Paulo                              | 2010年3月20日  |
| ○    | ホベルト・マツモト           | 2R終了時 TKO（棄権）                       | Eagle Fighting Championship                             | 2009年9月26日  |
| ○    | へジナウド・ヴィエイラ       | 2R 3:35 ギブアップ（パンチ連打）           | Full Fight 1                                            | 2009年3月21日  |

### グラップリング
| 勝敗 | 対戦相手       | 試合結果          | 大会名                    | 開催年月日    |
| △    | ジェフ・カラン | 20分終了 時間切れ | Metamoris The Underground | 2015年8月14日 |

## 獲得タイトル
- 初代RFAバンタム級王座（2013年）

## 表彰
- UFC パフォーマンス・オブ・ザ・ナイト（3回）
- UFC ファイト・オブ・ザ・ナイト（4回）